# Papoeamaina
De papoeamaina (Mino dumontii) is een vogelsoort uit de familie Sturnidae. Het is een endemische vogelsoort van Nieuw-Guinea en een aantal omliggende eilanden. De soortnaam verwijst naar Charles Dumont.

## Kenmerken
De vogel is gemiddeld 25 cm lang en weegt 217 g. Het is een groot soort spreeuw met een korte staart. Een groot deel van de kop rond het oog is niet bevederd; hier is de oranjegeel gekleurde huid zichtbaar. Verder is de vogel overwegend zwart met een groene glans. De stuit en de onderstaartdekveren zijn wit. Ook op de vleugels heeft de vogel witte vlekken die vooral in vlucht zichtbaar zijn.

## Verspreiding en leefgebied
Deze soort komt voor op Nieuw-Guinea, de westelijk gelegen eilanden Waigeo, Batanta, Salawati en de Aru-eilanden, maar ontbreekt op de eilanden ten zuidoosten van het hoofdeiland. Het leefgebied bestaat uit een groot aantal typen bos, zowel regenwoud als moerasbos, gedeeltelijk gekapt terrein en soms in savannegebied, meestal in laagland onder de 800 m boven zeeniveau, maar in de oostelijke helft van Nieuw-Guinea tot op 1800 m.

## Status
De papoeamaina heeft een groot verspreidingsgebied en daardoor is de kans op de status kwetsbaar (voor uitsterven) gering. De grootte van de wereldpopulatie is niet gekwantificeerd. De vogel komt algemeen voor en deze maina (spreeuw) komt ook veel voor in de handel in kooivogels. Er is echter weinig bekend over het effect van jacht en veranderingen in het leefgebied op populatie-aantallen. Om deze redenen staat deze soort als niet bedreigd op de Rode Lijst van de IUCN.